# Споменик у Великој Моштаници
Споменик у Великој Моштаници је споменик у Београду. Налази се у месту Велика Моштаница, у општини Чукарица.
Споменик у Великој Моштаници подигнут је у знак сећања на пале борце у периоду од 1912. до 1918. године за ослобођење народа и отаџбине, као и палим борцима у Народноослободилачком рату од 1941. до 1945. године.
Споменик је подигнут 4. децембра 1968. године. Састоји се из три целине, у централном делу се налази биста партизанског борца на постаменту величине око два метра на којем су са стране исписана имена палих бораца. Поред тог споменика су урађене две табле са именима бораца палих за слободу у периоду од 1912. до 1918. године.
На постаменту споменика партизанима уклесане су следеће речи:
„Дали су живот за нашу бољу будућност, нека им је вечна слава и хвала, 4 ХII 1968 г. народ Велике Моштанице.”